# Vypalování porostů

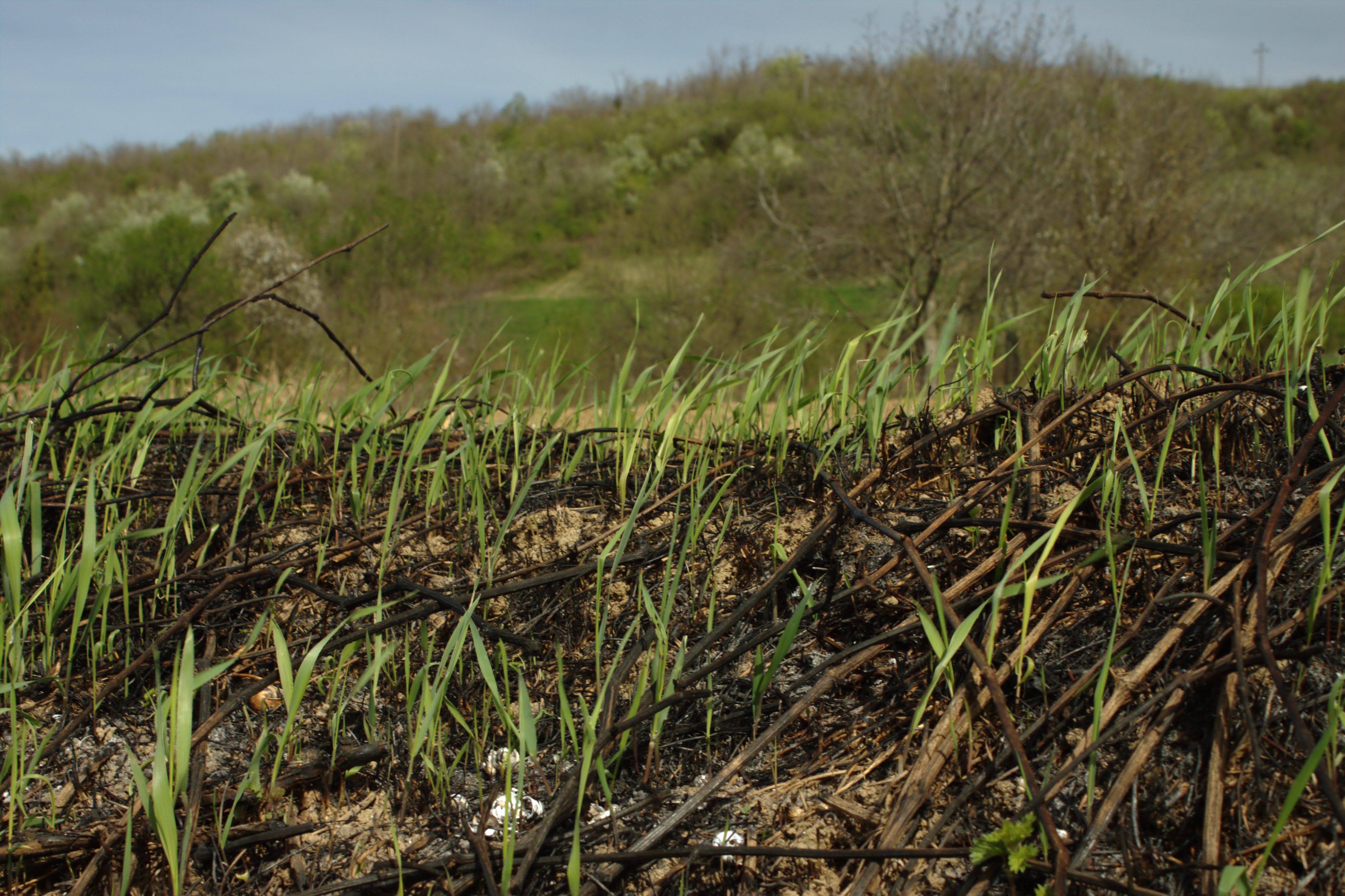
Původně vypálený porost trávy se nyní obnovuje přirozenou cestou

Vypalování porostů je způsob, jak se zbavit suchého rostlinstva pomocí zapálení ohně na určitém prostoru. Tato činnost je prováděna zejména na jaře a je považována za způsob oživení humusu a zbavení se plevele – je způsobem, jak zbavit půdu přebytečné organické hmoty, hlavně dusíku a uvolnit půdu pro mnohé organismy. Podstatně zvyšuje pestrost půdního povrchu a to jak v lesích, tak i v bezlesí.
Někdy se rovněž jedná o akt bezmyšlenkového vandalismu. V důsledku vypalování trav vznikají často velkoplošné požáry způsobující velké materiální škody a rovněž ztráty na životech.

## Výhody a nevýhody
Vypalování travin či lesa bývá prospěšné i z důvodu následného zvýšeného záchytu oxidu uhličitého.
Tento pohled je do značné míry opodstatněný, byť platí pouze u některých typů luk. Tento způsob péče o krajinu nemá, pokud není nadužíván, nepříznivý vliv na přírodu, ba právě naopak. Je mnohem levnější a šetrnější, neboť krajina umí s ohněm žít od nepaměti. Zasažená plocha, na rozdíl od seče, nebo neudržování a hašení jakýchkoliv požárů není stehnorodá a poskytuje rozmanitá stanoviště pro různé druhy nižších i vyšších organismů.
Na druhé straně tento postup vykazuje natolik výrazné vedlejší negativní efekty (znehodnocení vrchní vrstvy půdy u některých typů luk, rozsáhlé škody na některých částech flóry i fauny včetně pro zemědělství prospěšných mikroorganismů a zejména hmyzu), takže celkový výsledek je prakticky vždy vysoce negativní.
Při srovnání druhové rozmanitosti s neudržovanými plochami je tato vždy vyšší ve prospěch občasně vypalovaných ploch.

## Česká republika
V ČR je vypalování porostů zakázáno zákonem o požární ochraně, který stanovuje toto:
- § 5, odst. 2: Právnické osoby a podnikající fyzické osoby nesmí vypalovat porosty. Při spalování hořlavých látek na volném prostranství jsou povinny, se zřetelem na rozsah této činnosti, stanovit opatření proti vzniku a šíření požáru. Spalování hořlavých látek na volném prostranství včetně navrhovaných opatření jsou povinny předem oznámit územně příslušnému hasičskému záchrannému sboru kraje, který může stanovit další podmínky pro tuto činnost, popřípadě může takovou činnost zakázat. Ustanovení zvláštních právních předpisů nejsou tímto dotčena. (zákon o myslivosti, lesní zákon, zákon o odpadech, zákon o ovzduší).
- §17, odst. 3, písm. f): Fyzická osoba nesmí provádět vypalování porostů.
- §76, odst. 2, písm. n): Hasičský záchranný sbor kraje při výkonu státního požárního dozoru může uložit pokutu až do 500 000 Kč právnické osobě nebo podnikající fyzické osobě, která porušila povinnost vyplývající z předpisů o požární ochraně tím, že vypaluje porosty nebo neoznámí spalování hořlavých látek na volném prostranství orgánu státního požárního dozoru, případně nestanoví opatření proti vzniku a šíření požáru.
- §76, odst. 4: Právnické osobě nebo podnikající fyzické osobě, která opětovně poruší povinnost, za kterou jí byla v předchozích třech letech uložena pokuta pravomocným rozhodnutím, může hasičský záchranný sbor kraje při výkonu státního požárního dozoru uložit další pokutu až do výše dvojnásobku pokuty stanovené v odstavcích 1 až 4.
- §78, odst. 1, písm s): Přestupku na úseku požární ochrany se dopustí ten, kdo vypaluje porosty.
- §78, odst. 2: Za přestupek podle odstavce 1 písm. m) až z) lze uložit pokutu do 25 000 Kč.

Pálení na volném prostranství omezují i jednotlivé obce svými obecně závaznými vyhláškami. 
I přes pravidelné výzvy v hromadných sdělovacích prostředcích lidé ve vypalování každoročně pokračují. Legalizace této činnosti pro jisté případy by mohla napomoci například proti invazivním druhům.

## Použití na vřesovištích a v lesích
Řízené vypalování (swailing) vřesovišť je používáno gamekeepery ve Spojeném království a dalších zemích jako nástroj ochrany přírody. Je také důležitým mechanismem k prevenci sukcese dřevin a hraje důležitou roli v životním cyklu vřesovištních druhů. V některých lesních porostech USA a Kanady je vypálení porostu zásadní pro rozšíření některých stromů, jako například borovice Banksovy nebo borovice pokroucené.
Řízené vypalování porostů je především v USA a Austrálii používáno jako nástroj k omezení potenciálního nebezpečí od lesních požárů, protože je na rozsáhlých plochách efektivnější než zorané pásy nebo nasazení buldozerů a harvestorů. Záměrem je v klimaticky vhodném období roku spotřebovat palivo, které by přispělo k rozšíření požáru do obydlených nebo jinak cenných oblastí. Kromě tohoto preventivního vypalování se za vhodných podmínek využívá uměle založený protipožár (backfire) v akutním boji s blížícím se nezvládnutelným ohněm jako možnost poslední záchrany.